# John Innes Mackintosh Stewart
John Innes Mackintosh Stewart (Edimburgo, 30 settembre 1906 – 12 novembre 1994) è stato uno scrittore e critico letterario scozzese.
È noto sia per i suoi lavori di critica letteraria che per i romanzi pubblicati con il suo vero nome e i gialli scritti con lo pseudonimo di Michael Innes.

## Biografia
Stewart frequentò l'Accademia di Edimburgo, che ebbe tra i suoi alunni anche Robert Louis Stevenson. Più tardi, studiò letteratura inglese all'Oriel College di Oxford. Nel 1929 si recò a Vienna per studiare la psicoanalisi. Fu lecturer di inglese presso l'Università di Leeds dal 1930 al 1935, e quindi divenne professore d'inglese presso l'Università di Adelaide nel sud dell'Australia.
Tornò nel Regno Unito per lavorare come lecturer di inglese alla Queen's University di Belfast dal 1946 al 1948. Nel 1949 divenne un membro, e successivamente professore, del Christ Church college di Oxford. 
Con lo pseudonimo Michael Innes tra il 1936 e il 1986 scrisse circa 40 romanzi polizieschi. I gialli di Innes sono ricchi di allusioni alla letteratura inglese e all'arte del Rinascimento. La sua prosa è sinuosa, erudita ed elegante. Il personaggio più noto di Innes è l'ispettore Sir John Appleby di Scotland Yard, che appare in numerosi romanzi. 
In altri romanzi appare invece l'investigatore dilettante Charles Honeybath, pittore e accademico reale. 
Stewart scrisse anche studi di Rudyard Kipling, Joseph Conrad e Thomas Hardy. La sua ultima pubblicazione fu la sua autobiografia Myself and Michael Innes (1987).

## Opere

### Scritte come J. I. M. Stewart
Critica 
- James Joyce (1957)
- Eight Modern Writers (1963)
- Thomas Love Peacock (1963)
- Joseph Conrad (1968)
- Shakespeare's Lofty Scene (1971)
- Thomas Hardy: A Critical Biography (1971)

Romanzi
- Mark Lambert's Supper (1954)
- The Guardians (1955)
- A Use Of Riches (1957)
- The Man Who Won The Pools (1961)
- The Last Tresilians (1963)
- An Acre of Grass (1965)
- The Aylwins (1966)
- Vanderlyn's Kingdom (1967)
- Avery's Mission (1971)
- A Palace of Art (1972)
- Mungo's Dream (1973)
- The Gaudy (1974)
- Young Patullo (1975)
- Memorial Service (1976)
- The Madonna of the Astrolabe (1977)
- Full Term (1978)
- Andrew And Tobias (1980)
- A Villa in France (1982)
- An Open Prison (1984)
- The Naylors: a novel (1985)

Racconti brevi
- The Man Who Wrote Detective Stories (1959)
- Cucumber Sandwiches (1969)
- Our England is a Garden and other stories (1979)
- The Bridge At Arta and other stories (1981)
- My Aunt Christina: and other stories (1983)
- Parlour 4 and other stories (1984)

Biografia
- Myself And Michael Innes: A Memoir (1987)

### Scritte con lo pseudonimo Michael Innes
- Death At the President's Lodging (1936), pubblicato in Italia con il titolo Morte nello studio del rettore, I Bassotti n. 59[1]
- Hamlet, Revenge! (1937)
- Lament for a Maker (1938)
- Stop Press (1939)
- The Secret Vanguard (1940)
- There Came Both Mist And Snow (1940)
- Appleby On Ararat (1941)
- The Daffodil Affair (1942)
- The Weight of the Evidence (1943)
- Appleby's End (1945)
- What Happened At Hazelwood (1946)
- From London Far (1946)
- A Night of Errors (1947)
- The Journeying Boy (1949)
- Operation Pax (1951)
- A Private View (1952)
- Christmas At Candleshoe (1953, romanzo da cui fu tratto il film Una ragazza, un maggiordomo e una lady del 1977)
- Appleby Talking (1954)
- The Man from the Sea (1955)
- Appleby Talks Again (1956)
- Old Hall, New Hall (1956)
- Appleby Plays Chicken (1957)
- The Long Farewell (1958)
- Hare Sitting Up (1959)
- The New Sonia Wayward (1960)
- Silence Observed (1961), pubblicato in Italia con il titolo Per quarantott'ore silenzio[1]
- A Connoisseur's Case (1962)
- *Money from Holme (1964)
- The Bloody Wood (1966)
- A Change of Heir (1966)
- Appleby At Allington (1968)
- A Family Affair (1969)
- Death At the Chase (1970)
- An Awkward Lie (1971)
- The Open House (1972)
- Appleby's Answer (1973)
- Appleby's Other Story (1974), pubblicato in Italia con il titolo Delitto ad Elvedon Court[1]
- The Mysterious Commission (1974)
- The Appleby File (1975)
- Candleshoes (1975)
- The Gay Phoenix (1976), pubblicato in Italia con il titolo Meglio erede che morto, Il Giallo Mondadori n. 1580[1]
- *Honeybath's Haven (1977)
- The Ampersand Papers (1978)
- Going It Alone (1980)
- Lord Mullion's Secret (1981)
- Sheiks and Adders (1982)
- Appleby And Honeybath (1983)
- Carson's Conspiracy (1984)
- Appleby And the Ospreys (1986)